# Egyhangúság
Az egyhangúság egy olyan döntési szabály, amely minden ember egyetértését megköveteli az adott döntésnél. Az egyhangú döntéseket konszenzuális módon, azaz egyhangúlag, nem pedig egyhangúan (jelentése: monoton, unalmas) hozzák.
Az egyhangú döntés alapja lehet explicit (kifejezett) vagy implicit (hallgatólagos) egyetértés, az implicit egyetértés azt jelenti, hogy senki nem fejezte ki egyet nem értését (senki nem tiltakozott). Ilyen módon az egyhangúság nem mindig jelent teljes egyetértést, ugyanis az implicit egyetértést használva tartózkodások mellett is elfogadhatók egyhangú döntések.
A egyhangú döntéseket általában a társadalmi, politikai egyetértés, szolidaritás és egység jelének tekintik. Az egyhangúság ellentéte bizonyos kontextusban a többségi döntéshozatal, ugyanis ez már nem követeli meg, hogy mindenki egyetértsen, elég ha egy lehetőséget a szavazatok több mint fele (abszolút többség) támogat, vagy akár az is elég lehet, hogy egy lehetőséget több szavazat támogat, mint a többi (relatív többség).

## Szavazási rendszerként

### Nemzetközi szervezetek
Az Egyesült Nemzetek Biztonsági Tanácsának határozata nem tekinthető "egyhangúnak", ha egy tag tartózkodik. Az Európai Unióban az Amszterdami szerződés bevezette a „konstruktív tartózkodás” fogalmát, amely szerint egy tag tartózkodhat az egyhangú egyetértést igénylő szavazásnál anélkül, hogy ez akadályozná a szavazás sikerét. Ennek célja, hogy az államok szimbolikusan visszatartsák a támogatást, miközben nem bénítják meg a döntéshozatalt.

### Demokráciák
Az egyhangúság előfordulása a részvételi, közvetlen vagy képviseleti demokráciában elérhetetlen lehet a vélemények sokfélesége és változatossága miatt. Az egyhangúság gyakran politikai törekvés, például pártok közötti konszenzus keresése alkotmányozáshoz.

### Diktatúrák
A látszólag egyhangúlag megalapozott legitimációt a diktatórikus rezsimek arra használták fel, hogy álláspontjuk támogatását szerezzék meg. A törvényhozás résztvevőit arra kényszeríthetik vagy megfélemlíthetik, hogy támogassák a diktátor álláspontját, hogy látszólag 100%-os legyen a támogatottsága.
Az egypárti államokban csak egy jelöltre lehet szavazni, így (az érvényes szavazatok között) szükségszerűen egyhangúlag győz az állampárt jelöltje. Az ilyen rendszerekben általában lehetetlenné teszik az érvénytelenül szavazást is, és gyakran magát a szavazást is kötelező teszik (ez utóbbi azonban demokratikus országokban is létező gyakorlat). Ezeknek az intézkedéseknek és csalásoknak az eredményeképp az állampárt 100%-os támogatottságra tud hivatkozni legitimációként. Az 1962-es észak-koreai parlamenti választás eredményét például 100%-os részvétel és 100%-os győzelemként hirdették ki a Koreai Munkapárt javára.

### Esküdtszékek
A büntetőjogi esküdtszéki tárgyalások során sok joghatóság megköveteli, hogy az esküdtszék egyhangú „bűnös” ítéletet hozzon. Ez nem így van a polgári jogi esküdtszéki perekben.
Angliában és Walesben az 1974-es esküdtszéki törvény óta a bűnös ítéletet vissza lehet küldeni, ha legfeljebb 2 esküdt nem ért egyet.
Az Amerikai Egyesült Államok Legfelsőbb Bírósága kimondta, hogy a bűnösségről szóló ítéleteknek egyhangúnak kell lenniük.

## Fordítás
Ez a szócikk részben vagy egészben  az   Unanimity című angol Wikipédia-szócikk ezen változatának fordításán alapul.  Az eredeti cikk szerkesztőit annak laptörténete sorolja fel. Ez a jelzés csupán a megfogalmazás eredetét és a szerzői jogokat jelzi, nem szolgál a cikkben szereplő információk forrásmegjelöléseként.

## Lásd még
- Liberum veto
- Arrow lehetetlenségi tétele (szavazási paradoxon)